# Congresso Nacional Africano
O Congresso Nacional Africano (CNA; em inglês African National Congress, ANC) é um movimento e partido político sul-africano.
Foi fundado em 1912, na cidade de Blumefontaina, com a proposta de advocar os direitos da população negra do país. Desde o fim do regime conhecido como apartheid, em 1994, o CNA é o principal partido político da África do Sul, sendo apoiado pela Aliança Tripartite com o Congresso Sul-Africano de Sindicatos (COSATU) e o Partido Comunista Sul-Africano (SACP). Nelson Mandela foi a figura mais influente do partido, assim como de todo o continente africano. Nas eleições de 2009, o Congresso Nacional Africano obteve 65,9% dos votos para a Assembleia Nacional, confirmando-se como o partido político dominante.
Líder do CNA desde dezembro de 2017, Cyril Ramaphosa é o Presidente da República desde 15 de fevereiro de 2018, com a renúncia de Jacob Zuma, eleito em 2009, a presidência da república, por pressão do próprio CNA.

## História
Entre 1882 e 1906 várias organizações e associações de direitos civis são formadas na África do Sul, destacadamente a Unidade Sólida (Imbumba yama Nyama), fundada em 1882; a Unidade Associativa de Vigilância Nativa (Imbumba Eliliso Lomzi Ontsundu), fundada em 1887; o grupo "Demanda por Direitos Civis" (Funamalungelo), fundado em 1888; o Congresso Nativo Sul-Africano (SANC), fundado em 1898, e; o Congresso Nativo de Natal (NNC), fundado em 8 de junho de 1900. Estas organizações serviam como fórum para expor queixas e pautavam os direitos políticos dos povos africanos, como o registo eleitoral e o voto, bem como questões laborais, estimulados pela crescente discriminação racial e pela deterioração das condições econômicas, além de educação e consciência política diante das enormes transformações que o sistema colonial trouxe ao nível de governo e leis. Vários nomes que formaram o Congresso Nacional Africano estavam relacionados à fundação e liderança das referidas organizações e associações.
Porém, em função da formação da União Sul-Africana em 31 de maio de 1910, consequência final do resultado da Segunda Guerra dos Bôeres, o governo desta nova entidade colonial removeu os parcos direitos políticos das populações negras, enfraquecendo e fazendo desaparecer, entre 1908 e 1911, as organizações e associações citadas. No ano de 1911, inclusive, o parlamento da União Sul-Africana promulgou as primeiras leis que ampliavam a "divisão racial", como a Lei de Regulamentação do Trabalho Negro, que tornou crime a quebra de um contrato de trabalho, e a Lei de Minas e Obras, que estabeleceu a discriminação pela cor da pele no ambiente laboral, ao estabelecer a reserva de funções laborais para os brancos, confirmando o estatuto dos negros como mão de obra barata, listando uma série de empregos qualificados fora do seu alcance.
Como resposta a tal cenário crítico, em 24 de outubro de 1911 o advogado negro Pixley Ka Izaka Seme publica um artigo no jornal Imvo Zabantsundu onde propõe o estabelecimento de uma nova "União Nativa", que deveria agrupar as várias organizações e associações de direitos civis do país que estavam desmobilizadas e inativas. Assim, em 8 de janeiro de 1912, o Congresso Nacional Africano foi fundado como "Congresso Nacional dos Nativos Sul-Africanos" (South African Native National Congress - SANNC). A proposta principal era defender maiores liberdades civis, assim como, o fim das penas injustas contra a população negra do país. Reuniu algumas das organizações precedentes. A primeira Diretoria Executiva do SANNC tinha a seguinte composição: como Presidente, John Langalibalele Dube; como Vice-Presidentes, Walter Rubusana, Meshach Pelem, Sam Makgatho e Alfred Mangena; como Secretário, Sol Plaatje; como Secretário-Registrador, George Montsioa; como Tesoureiro, Pixley Ka Izaka Seme; como Porta-Voz, Thomas Mapikela, e; como Capelão-Chefe, Ellias John Mqoboli. Outro nome importante que estava no ato de fundação do SANNC/CNA foi Charlotte Maxeke, fundadora e primeira Presidente da Liga das Mulheres Bantas (fundada em 1913), entidade que em 1948 tornou-se a Liga das Mulheres do Congresso Nacional Africano (ANCWL), a poderosa ala feminina do partido.

### Da década de 1910 a de 1930

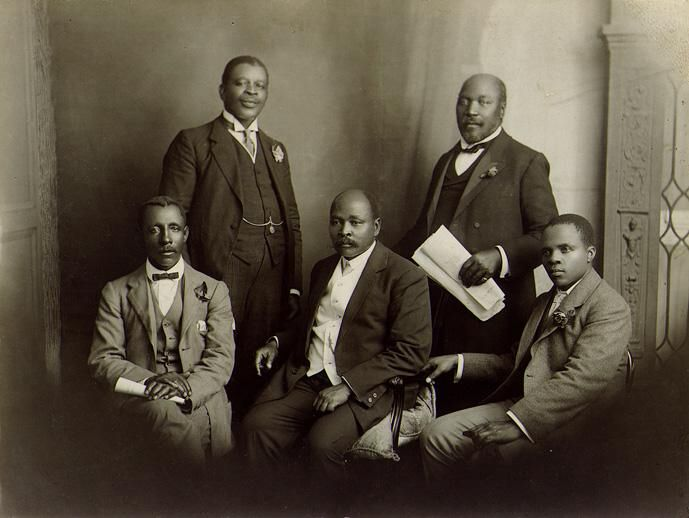
A delegação do Congresso Nacional dos Nativos Sul-Africanos no Reino Unido, junho de 1914. Da esquerda para a direita: Thomas Mapikela, Walter Rubusana, John Langalibalele Dube, Saul Msane e Sol Plaatje. A delegação tentou fazer com que o governo britânico interviesse contra a Lei da Terra, mas a deflagração da Primeira Guerra Mundial frustrou os planos.

Temendo o alargamento do partido, o governo da recém-instaurada União Sul-Africana ampliou o sistema de repressão violenta aos negros sul-africanos. Em 1913, foi promulgado a Lei de Terras (Land Act), que forçava os "nativos" (como eram conhecidos os negros) a abandonar as áreas rurais e migrar para os centros urbanos a fim de trabalhar. O foco de atuação do partido, neste período, era a "política de petições" contra os impedimentos ao acesso à terra.
A partir de 1919, em uma mudança no paradigma de lutas, o partido abandonou a resistência passiva por uma mobilização mais ativa contra a leis de passes, uma legislação contra a livre circulação das pessoas negras. Em janeiro de 1923, durante a Conferência Nativa Nacional, o SANNC ganhou o apoio do Sindicato dos Trabalhadores da Indústria e do Comércio (ICU), da Organização do Povo Africano (APO) e do Partido Comunista Sul-Africano (SACP), reunido forças para no seu Congresso Nacional, em 29 de maio de 1923, rearticular o partido com um novo nome: "Congresso Nacional Africano" (CNA).
Em 1927, o presidente do CNA, Josiah Tshangana Gumede, propôs uma união com os comunistas, fato que não se efetivou. Josiah Gumede foi destituído do cargo em 1930 e substituído pelo tradicionalista Pixley Ka Izaka Seme, cuja liderança fez a influência do CNA diminuir. O partido permaneceu na obscuridade até os anos de 1940.

### Enfrentamento aoapartheid
No entanto, no seio de uma onda de movimentos sindicais na década de 1940, o CNA experimentou um "renascimento" e uma "radicalização moderada" sob comando de Alfred Bitini Xuma. Em resposta à publicação em 1941 da Carta do Atlântico das Potências Aliadas, em 1943 a Conferência Nacional do CNA publicou o documento "Reivindicações Africanas". Destacadamente, o documento incluía reivindicações por autogoverno e por direitos políticos para as pessoas negras, marcando assim uma mudança nos objetivos do CNA. Xuma se dispôs a formar alianças táticas com os comunistas — e com os congressos indianos (o Congresso Indiano do Transvaal e o Congresso Indiano de Natal de Mahatma Gandhi), que estavam protestando na época contra a Lei Asiática de Terras — inclusive presidindo o Comitê Conjunto SACP-CNA. Em 9 de março de 1947, o CNA assinou um novo e ampliado acordo de cooperação, o chamado "Pacto dos Três Doutores", reunido o Comitê Conjunto SACP-CNA com o Congresso Indiano da África do Sul. A partir deste período o CNA tomou uma iniciativa mais próxima das massas operárias dos centros urbanos, retomando sua popularidade inicial.
Porém, em 1948 o Partido Nacional venceu as eleições com uma plataforma política de nacionalismo africâner, perpetuando-se no poder nos 46 anos seguintes, inclusive convertendo a União Sul-Africana (já com estatuto independente desde 1931) em República Sul-Africana em 1961, rompendo todos os vínculos políticos com os britânicos. O Partido Nacional fez campanha com base numa política de apartheid, um sistema explícito de segregação racial institucionalizada. Após a eleição, o Primeiro-Ministro do Partido Nacional Daniel François Malan começou a implementar o apartheid, particularmente mediante uma série de leis que restringiram ainda mais os direitos e liberdades civis, políticas e econômicas dos sul-africanos não-brancos. Isto obrigou uma mudança significativa na agenda e na abordagem das organizações políticas não-brancas, incluindo o CNA. De importância imediata para o CNA (e para o Partido Comunista, que foi banido) foi a Lei de Supressão do Comunismo de 1950, cuja definição notoriamente ampla de comunismo foi usada para justificar a perseguição a vários membros e líderes do CNA, limitando a sua atividade política e liberdade. Onze dos 27 membros do Comitê Executivo Nacional do CNA de 1952 foram banidos; em 1955, 42 líderes do CNA, incluindo Walter Sisulu, tinham sido banidos.
Enquanto o Estado sul-africano introduzia formalmente o apartheid, o próprio CNA mudava em virtude da ascensão de uma geração mais jovem de ativistas da Liga da Juventude do Congresso Nacional Africano (ANCYL), incluindo Sisulu, Nelson Mandela e Oliver Tambo. A ANCYL, formada em 1944, era conhecida pela sua ideologia "africanista", e enfatizava a liderança com negros e a autodeterminação nacional. Na 38ª Conferência Nacional do CNA em dezembro de 1949 em Blumefontaina, em um "golpe notável", a ANCYL fez uma campanha de sucesso para a substituição do presidente do CNA, Xuma, por James Moroka, bem como para a eleição de Sisulu como Secretário-Geral e ainda por outros seis assentos no Comitê Executivo Nacional do CNA. A Liga da Juventude apresentou um Programa de Ação amplo e sistemático que defendia explicitamente o nacionalismo africano e apelava à utilização de técnicas de mobilização popular e de massa — tais como greves, sabotagens e boicotes — que no passado tinham sido utilizadas com sucesso por outros grupos, como os comunistas, mas não pelo próprio CNA.
Assim, a partir de 1950, o CNA começou a participar de forma mais consistente na ação de massas. Em 1950, o CNA, sob o comando de Moroka, apoiou a Paralisação do Primeiro de Maio, que levou à morte de 18 pessoas em confrontos entre manifestantes e a polícia, bem como a bem sucedida e amplamente divulgada Campanha de Desafio em 1951. Em 1955, a partir da constituição da Aliança do Congresso (como uma expansão do "Pacto dos Três Doutores"), foi redigido o documento conhecido como Carta da Liberdade e realizado o Congresso do Povo, uma grande reunião multirracial realizada em Kliptown em 26 de junho de 1955. Neste evento, a Carta foi lida em três línguas (inglês, soto e xossa) e discutida por vários delegados. A Carta foi a declaração dos princípios fundamentais da Aliança, que incluía um compromisso com um governo democrático multirracial e uma reestruturação fundamental de todos os aspectos da sociedade sul-africana. A Aliança foi o primeiro esforço amplo promovido pelo CNA para unificar o movimento multirracial anti-apartheid. No curto prazo, entretanto, os resultados do Congresso do Povo foram limitados pela perseguição jurídica-institucional conduzida no episódio do Julgamento por Traição. Durante a década de 1950, enquanto o CNA intensificava o seu programa interno de ação de protesto, também começou a apelar à arena internacional para sanções contra o estado de apartheid. Em 1958, no Gana, o Presidente do CNA, Albert Luthuli, apelou a sanções. No ano seguinte, um grupo de membros do CNA exilou-se em Londres e lançou ali o movimento britânico "Boicote à África do Sul".
Em 1960, uma manifestação organizada no município de Sharpeville terminou num banho de sangue infligido pela polícia, o massacre de Sharpeville. 69 pessoas negras morreram. Este massacre provocou uma enorme manifestação nacional, que foi duramente reprimida. Cerca de 20 000 manifestantes foram presos pela polícia. Além disso, o governo do apartheid tornou as atividades do CNA ilegais em 6 de abril de 1960. Em 16 de dezembro de 1961, como resposta à opressão política, social e econômica cada vez mais severa movida contra a população negra, mestiça e indiana da África do Sul pelo regime político do apartheid, foi fundado pelo CNA e pelo Partido Comunista o braço armado Lança da Nação.
Um grupo de lideranças-chave do CNA, como Nelson Mandela, Walter Sisulu e Govan Mbeki, foram condenados à prisão perpétua no chamado Julgamento de Rivonia, em 1964. O tribunal acusou-os principalmente de envolvimento em atos de sabotagem. Após o veredito, os membros do alto escalão do CNA foram presos na Ilha Robben. Muitos outros ativistas foram presos ou tiveram de transferir as suas atividades para o estrangeiro. O governo também tentou impedir massivamente que os militantes de direitos humanos e os apoiantes do CNA trabalhassem em funções civis, colocando muitos deles sob interdição. As pessoas banidas não foram autorizadas a sair de um território precisamente definido e ficaram isoladas social e profissionalmente. As reuniões dos membros do CNA foram proibidas e mantidas sob rigorosa vigilância. O estado sul-africano tentou obter o mais completo controle possível sobre as atividades da oposição no país e nos estados vizinhos, com base na Lei de Segurança Interna. A liderança do CNA, sob comando de Oliver Tambo, passou a viver no exílio, com escritórios principais em Londres e Dar es Salã, e escritórios subordinados em Acra, Argel, Cairo, Lusaca, Havana, Maputo e Viana — as duas últimas, respectivamente, em Moçambique e Angola.
O aumento das medidas repressivas estatais, baseadas na Lei de Segurança Interna de 1976, obrigou o CNA a criar uma instituição educacional na Tanzânia, fora da esfera de influência do sistema de apartheid sul-africano. Este era o Colégio Superior da Liberdade Solomon Mahlangu, que permitiu a educação livre e sem restrições para os membros do CNA e outras pessoas refugiadas, bem como para os seus filhos, com a ajuda de um corpo docente internacional. A instituição existiu de 1978 a 1992.
Com o levante de Soweto em 1976, e o Movimento de Consciência Negra no ano seguinte, a situação repressiva na África do Sul recrudesceu ainda mais. O CNA passou a trabalhar na total clandestinidade, com boicotes, sabotagens e greves não violentas, de modo que foi finalmente declarado o estado de emergência nacional. O papel da oposição oficial extraparlamentar foi assumido pela Frente Democrática Unida (UDF), que era ligada ao CNA, mas aglutinava todos as forças sul-africanas opositoras do apartheid.
Na segunda metade da década de 1980, diante da enorme pressão internacional pelo fim da segregação racial na África do Sul, o governo tentou negociar com Nelson Mandela (Presidente de Honra do partido desde 1985) para que deixasse a prisão se o CNA renunciasse à luta armada e entregasse as armas. Mandela recusou qualquer condicionante antes do fim do sistema do apartheid.

### Fim doapartheide ascensão ao poder
O recém-eleito presidente Frederik de Klerk continuou a negociar com o CNA e suspendeu as restrições ao partido e a outras organizações anti-apartheid em 2 de fevereiro de 1990. Nove dias depois, Mandela foi liberto sem condicionantes. A liderança do CNA, incluindo Oliver Tambo, regressou do exílio. A partir de então, como parte da Convenção para uma África do Sul Democrática, ocorreram negociações entre o governo, o CNA e outros grupos sobre o fim do apartheid e a adoção de uma nova constituição provisória.
Com o iminente fim do regime de segregação racial e a desagregação das coligações formadas pelos grupos de resistência, o CNA resolveu formalizar sua aliança política de longo prazo com os comunistas e as entidades sindicais, formando a Aliança Tripartite com o SACP e o COSATU, que foi justamente a estrutura-base de luta contra o apartheid desde a década de 1940. Em 10 de abril de 1993, um membro-chave da Aliança Tripartite, Chris Hani, foi assassinado numa conspiração elaborada por políticos brancos de direita. Apesar das grandes tensões, Mandela conseguiu dar continuidade ao processo de negociação. De Klerk e Mandela receberam o Prêmio Nobel da Paz em 1993 pelos seus papéis no processo de negociação.
O CNA venceu as primeiras eleições livres da África do Sul em 1994, com cerca de 63% dos votos. Nelson Mandela foi posteriormente eleito o primeiro presidente negro da África do Sul. Depois de vencer as eleições, a ala militar do CNA foi integrada na recém-formada Força de Defesa Nacional Sul-Africana (SANDF) e a liderança do novo Ministério da Defesa Sul-Africano foi transferida para dois veteranos do Lança da Nação: Joe Modise tornou-se o primeiro o ministro da defesa sul-africano negro e Ronnie Kasrils seu vice.
Com o apoio da Aliança Tripartite, o partido tem vencido as eleições e mantém-se no governo sul-africano desde 1994. Porém, os governos consecutivos do CNA têm mantido uma política dúbia, ora com intervenção estatal na economia mediante programas de reforma agrária, planejamento econômico e manutenção de uma política industrial e comercial nacional, com investimentos estatais em infraestruturas e na prestação de serviços básicos, incluindo saúde e educação, ora com uma política neoliberal de privatizações e concessões à burguesia capitalista, esta duramente rejeitada por seus parceiros da Aliança Tripartite (COSATU e SACP).

## Resultados eleitorais

### Eleições legislativas
| Data | Candidato       | CI. | Votos      | %            | +/- | Deputados | +/- | Status  |
| ---- | --------------- | --- | ---------- | ------------ | --- | --------- | --- | ------- |
| 1994 | Nelson Mandela  | 1.º | 12 237 655 | 62,7 / 100,0 |     | 252 / 400 |     | Governo |
| 1999 | Thabo Mbeki     | 1.º | 10 601 330 | 66,4 / 100,0 | 3,7 | 266 / 400 | 14  | Governo |
| 2004 | Thabo Mbeki     | 1.º | 10 880 915 | 69,7 / 100,0 | 3,3 | 279 / 400 | 13  | Governo |
| 2009 | Jacob Zuma      | 1.º | 11 650 748 | 65,9 / 100,0 | 3,8 | 264 / 400 | 15  | Governo |
| 2014 | Jacob Zuma      | 1.º | 11 436 921 | 62,2 / 100,0 | 3,7 | 249 / 400 | 15  | Governo |
| 2019 | Cyril Ramaphosa | 1.º | 10 026 475 | 57,5 / 100,0 | 4,7 | 230 / 400 | 19  | Governo |

### Eleições regionais

#### Cabo Ocidental
| Data | CI. | Votos   | %            | +/-  | Deputados | +/-     | Status   |
| ---- | --- | ------- | ------------ | ---- | --------- | ------- | -------- |
| 1994 | 2.º | 705 576 | 33,0 / 100,0 |      | 14 / 42   |         | Oposição |
| 1999 | 1.º | 668 106 | 42,1 / 100,0 | 9,1  | 18 / 42   | 4       | Governo  |
| 2004 | 1.º | 709 052 | 45,3 / 100,0 | 3,2  | 19 / 42   | 1       | Governo  |
| 2009 | 2.º | 620 918 | 31,6 / 100,0 | 13,7 | 14 / 42   | 5       | Oposição |
| 2014 | 2.º | 697 664 | 32,9 / 100,0 | 1,3  | 14 / 42   | Estável | Oposição |
| 2019 | 2.º | 589 055 | 28,6 / 100,0 | 4,3  | 12 / 42   | 2       | Oposição |

#### Cabo Oriental
| Data | CI. | Votos     | %            | +/-  | Deputados | +/- | Status  |
| ---- | --- | --------- | ------------ | ---- | --------- | --- | ------- |
| 1994 | 1.º | 2 453 790 | 84,4 / 100,0 |      | 48 / 56   |     | Governo |
| 1999 | 1.º | 1 606 856 | 73,8 / 100,0 | 10,6 | 47 / 63   | 1   | Governo |
| 2004 | 1.º | 1 768 987 | 79,3 / 100,0 | 5,5  | 51 / 63   | 4   | Governo |
| 2009 | 1.º | 1 552 676 | 68,8 / 100,0 | 10,5 | 44 / 63   | 7   | Governo |
| 2014 | 1.º | 1 528 345 | 70,1 / 100,0 | 1,3  | 45 / 63   | 1   | Governo |
| 2019 | 1.º | 1 357 157 | 68,7 / 100,0 | 1,4  | 44 / 63   | 1   | Governo |

#### Cabo Setentrional
| Data | CI. | Votos   | %            | +/-  | Deputados | +/- | Status  |
| ---- | --- | ------- | ------------ | ---- | --------- | --- | ------- |
| 1994 | 1.º | 200 839 | 49,7 / 100,0 |      | 15 / 30   |     | Governo |
| 1999 | 1.º | 210 837 | 64,3 / 100,0 | 14,6 | 20 / 30   | 5   | Governo |
| 2004 | 1.º | 219 365 | 68,8 / 100,0 | 4,5  | 21 / 30   | 1   | Governo |
| 2009 | 1.º | 245 699 | 60,8 / 100,0 | 8,0  | 19 / 30   | 2   | Governo |
| 2014 | 1.º | 272 053 | 64,4 / 100,0 | 3,6  | 20 / 30   | 1   | Governo |
| 2019 | 1.º | 228 265 | 57,5 / 100,0 | 6,9  | 18 / 30   | 2   | Governo |

#### Estado Livre
| Data | CI. | Votos     | %            | +/-  | Deputados | +/-     | Status  |
| ---- | --- | --------- | ------------ | ---- | --------- | ------- | ------- |
| 1994 | 1.º | 1 037 998 | 76,7 / 100,0 |      | 24 / 30   |         | Governo |
| 1999 | 1.º | 881 381   | 80,8 / 100,0 | 4,1  | 25 / 30   | 1       | Governo |
| 2004 | 1.º | 827 338   | 81,8 / 100,0 | 1,0  | 25 / 30   | Estável | Governo |
| 2009 | 1.º | 734 688   | 71,1 / 100,0 | 10,7 | 22 / 30   | 8       | Governo |
| 2014 | 1.º | 708 720   | 69,9 / 100,0 | 1,2  | 22 / 30   | Estável | Governo |
| 2019 | 1.º | 541 534   | 61,1 / 100,0 | 8,8  | 19 / 30   | 3       | Governo |

#### Gautengue
| Data | CI. | Votos     | %            | +/-  | Deputados | +/-     | Status  |
| ---- | --- | --------- | ------------ | ---- | --------- | ------- | ------- |
| 1994 | 1.º | 2 418 257 | 57,6 / 100,0 |      | 50 / 86   |         | Governo |
| 1999 | 1.º | 2 448 780 | 67,9 / 100,0 | 10,3 | 50 / 73   | Estável | Governo |
| 2004 | 1.º | 2 331 121 | 68,4 / 100,0 | 0,5  | 51 / 73   | 1       | Governo |
| 2009 | 1.º | 2 662 013 | 64,0 / 100,0 | 4,4  | 47 / 73   | 4       | Governo |
| 2014 | 1.º | 2 348 564 | 53,6 / 100,0 | 10,4 | 40 / 73   | 7       | Governo |
| 2019 | 1.º | 2 168 253 | 50,2 / 100,0 | 3,4  | 37 / 73   | 3       | Governo |

#### Cuazulo-Natal
| Data | CI. | Votos     | %            | +/-  | Deputados | +/- | Status   |
| ---- | --- | --------- | ------------ | ---- | --------- | --- | -------- |
| 1994 | 2.º | 1 181 118 | 32,2 / 100,0 |      | 26 / 81   |     | Oposição |
| 1999 | 2.º | 1 167 094 | 39,4 / 100,0 | 7,2  | 32 / 80   | 6   | Oposição |
| 2004 | 1.º | 1 287 823 | 47,0 / 100,0 | 7,6  | 38 / 80   | 6   | Governo  |
| 2009 | 1.º | 2 192 516 | 63,0 / 100,0 | 16,0 | 51 / 80   | 13  | Governo  |
| 2014 | 1.º | 2 475 041 | 64,5 / 100,0 | 1,5  | 52 / 80   | 1   | Governo  |
| 2019 | 1.º | 1 950 022 | 54,2 / 100,0 | 10,3 | 44 / 80   | 8   | Governo  |

#### Limpopo
| Data | CI. | Votos     | %            | +/- | Deputados | +/- | Status  |
| ---- | --- | --------- | ------------ | --- | --------- | --- | ------- |
| 1994 | 1.º | 1 759 597 | 91,6 / 100,0 |     | 38 / 40   |     | Governo |
| 1999 | 1.º | 1 464 432 | 88,3 / 100,0 | 3,3 | 44 / 49   | 5   | Governo |
| 2004 | 1.º | 1 439 853 | 89,2 / 100,0 | 0,9 | 45 / 49   | 1   | Governo |
| 2009 | 1.º | 1 265 631 | 84,9 / 100,0 | 4,3 | 43 / 49   | 2   | Governo |
| 2014 | 1.º | 1 149 348 | 78,6 / 100,0 | 6,3 | 39 / 49   | 4   | Governo |
| 2019 | 1.º | 1 096 300 | 75,5 / 100,0 | 3,1 | 38 / 49   | 1   | Governo |

#### Mepumalanga
| Data | CI. | Votos     | %            | +/- | Deputados | +/-     | Status  |
| ---- | --- | --------- | ------------ | --- | --------- | ------- | ------- |
| 1994 | 1.º | 1 070 052 | 80,7 / 100,0 |     | 25 / 30   |         | Governo |
| 1999 | 1.º | 954 788   | 84,8 / 100,0 | 4,1 | 26 / 30   | 1       | Governo |
| 2004 | 1.º | 959 436   | 86,3 / 100,0 | 1,5 | 27 / 30   | 1       | Governo |
| 2009 | 1.º | 1 110 190 | 85,6 / 100,0 | 0,7 | 27 / 30   | Estável | Governo |
| 2014 | 1.º | 1 045 409 | 78,2 / 100,0 | 7,4 | 24 / 30   | 3       | Governo |
| 2019 | 1.º | 859 589   | 70,6 / 100,0 | 7,6 | 22 / 30   | 2       | Governo |

#### Noroeste
| Data | CI. | Votos     | %            | +/- | Deputados | +/-     | Status  |
| ---- | --- | --------- | ------------ | --- | --------- | ------- | ------- |
| 1994 | 1.º | 1 310 080 | 83,3 / 100,0 |     | 26 / 30   |         | Governo |
| 1999 | 1.º | 1 030 901 | 79,0 / 100,0 | 4,3 | 27 / 33   | 1       | Governo |
| 2004 | 1.º | 1 048 089 | 80,7 / 100,0 | 1,7 | 27 / 33   | Estável | Governo |
| 2009 | 1.º | 783 794   | 72,9 / 100,0 | 7,8 | 25 / 33   | 2       | Governo |
| 2014 | 1.º | 733 490   | 67,4 / 100,0 | 5,5 | 23 / 33   | 2       | Governo |
| 2019 | 1.º | 590 777   | 61,9 / 100,0 | 5,5 | 21 / 33   | 2       | Governo |

## Presidentes eleitos
- Cyril Ramaphosa
- Jacob Zuma
- Kgalema Motlanthe
- Nelson Mandela
- Thabo Mbeki